# Communauté de communes des Portes de Romilly-sur-Seine
La communauté de communes des Portes de Romilly-sur-Seine (CCPRS) est une communauté de communes française, située dans le département de l'Aube et la région Grand Est.

## Composition
La communauté de communes est composée des 6 communes suivantes :

| Nom                          | Code Insee | Gentilé    | Superficie (km2) | Population (dernière pop. légale) | Densité (hab./km2) |
| ---------------------------- | ---------- | ---------- | ---------------- | --------------------------------- | ------------------ |
| Romilly-sur-Seine (siège)    | 10323      | Romillons  | 25,32            | 14 751 (2022)                     | 583                |
| Crancey                      | 10114      | Cranceyons | 8,81             | 697 (2022)                        | 79                 |
| Gélannes                     | 10164      | Gélannois  | 12,13            | 704 (2022)                        | 58                 |
| Maizières-la-Grande-Paroisse | 10220      | Maziérons  | 20,46            | 1 521 (2022)                      | 74                 |
| Pars-lès-Romilly             | 10280      | Pariens    | 17,88            | 834 (2022)                        | 47                 |
| Saint-Hilaire-sous-Romilly   | 10341      |            | 20,2             | 339 (2022)                        | 17                 |

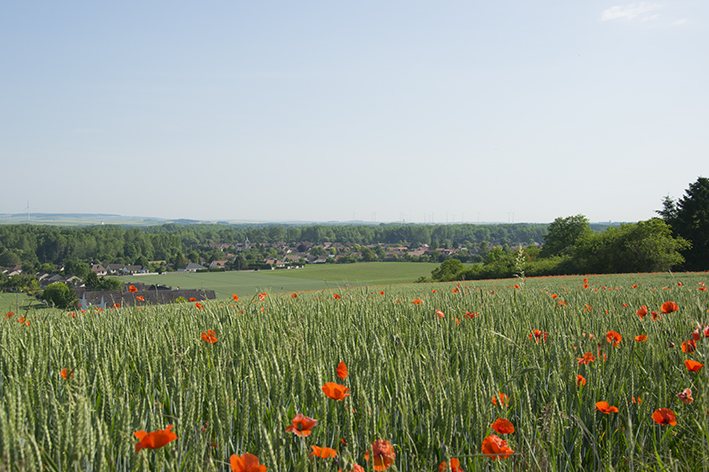
Le village de Crancey
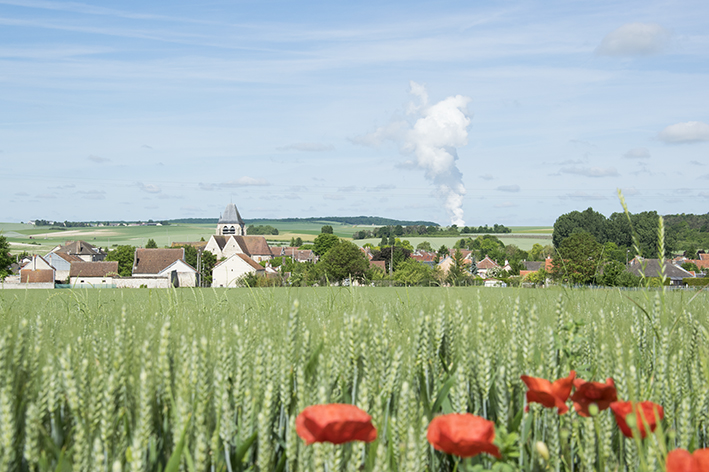
Gélannes, un village tout en pierre.
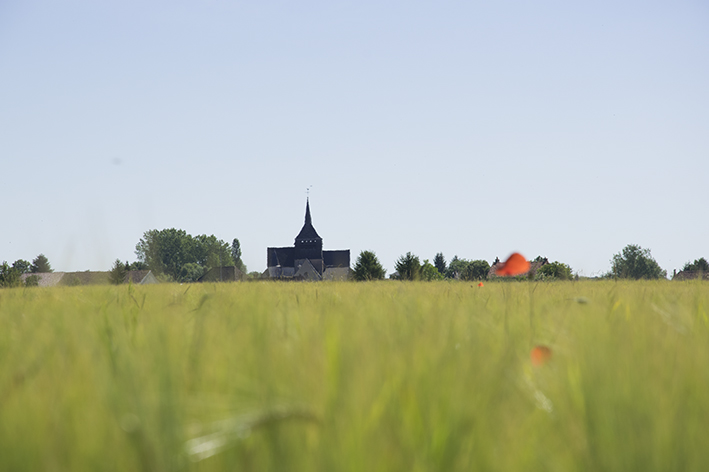
Au loin l’église de Maizières-la-Grande-Paroisse datant du XIIe siècle.

## Administration
| Période          | Période       | Identité       | Étiquette | Qualité                                  |
| ---------------- | ------------- | -------------- | --------- | ---------------------------------------- |
| 1er janvier 2006 | 2008          | Sarah Auzols   |           |                                          |
| 2008             | 21 avril 2014 | Guy Allart     |           | adjoint au maire de Romilly-sur-Seine    |
| 21 avril 2014    | En cours      | Éric Vuillemin | LR        | maire de Romilly-sur-Seine (depuis 2008) |

## Compétences
- Collecte des déchets des ménages et déchets assimilés
- Action sociale
- Création, aménagement, entretien et gestion de zone d'activités industrielle, commerciale, tertiaire, artisanale ou touristique
- Aménagement,entretien et gestion de zone d'activités aéroportuaire[2]
- Action de développement économique (Soutien des activités industrielles, commerciales ou de l'emploi, soutien des activités agricoles et forestières...)
- Construction ou aménagement, entretien, gestion d'équipements ou d'établissements culturels, socioculturels, socioéducatifs, sportifs
- Activités périscolaires
- Création et réalisation de zone d'aménagement concerté (ZAC)
- Organisation des transports urbains
- Programme local de l'habitat
- Préfiguration et fonctionnement des Pays

## Historique
- 16 décembre 2005 : Création de la communauté de communes

## Établissements intercommunaux
La Communauté de Communes des Portes de Romilly-sur-Seine gère les établissements suivants : 
- Médiathèque Intercommunale des Portes de Romilly-sur-Seine (miR)
- Centre d’hébergement Les Amberts à Géraudot
- Relais Intercommunal des Assistantes Maternelles (RIAM)
- Complexe Evolutif Sportif (COSEC)
- Parc d'activités Aéromia
- Maison de la Justice et du Droit (MJD)

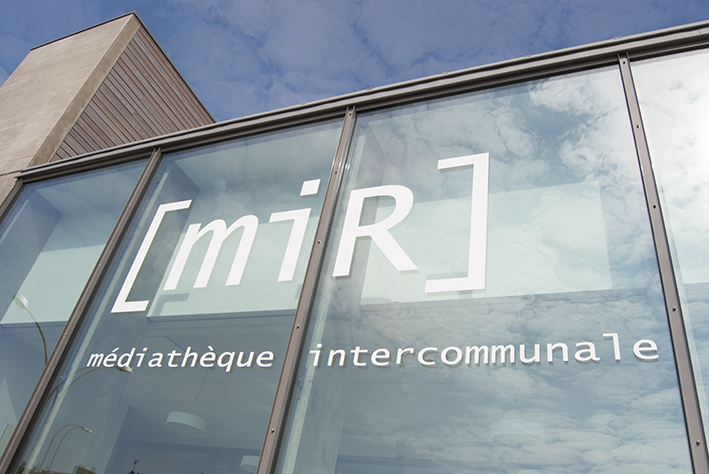
La médiathèque
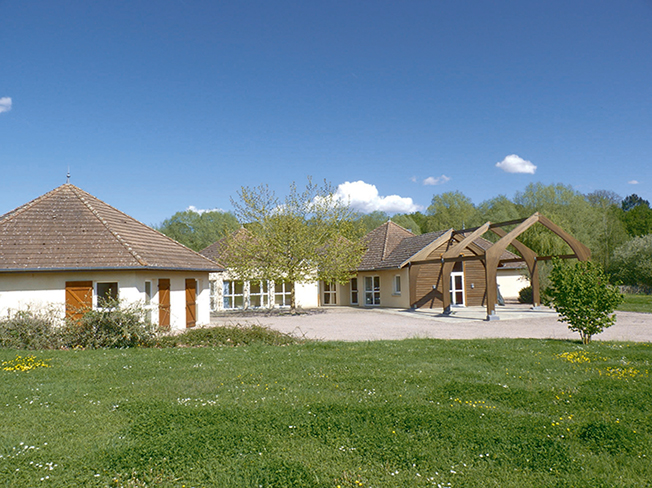
Le centre Les Amberts